# Холендро, Дмитрий Михайлович
Дмитрий Михайлович Холе́ндро (1921—1998) — советский русский писатель, киносценарист, участник Великой Отечественной войны. Член Союза писателей СССР (1950).

## Биография
Д. М. Холендро родился 2 декабря (по другим данным — 2 ноября) 1921 года в Ташкенте (ныне Узбекистан) в семье служащего.
Печатался с 1938 года. В 1939 году поступил в МИФЛИ. Тогда же был призван в РККА. В годы Великой Отечественной войны служил старшим литсотрудником фронтового отдела газеты «Вперёд за Родину!». Был ранен. Участник Керченско-Эльтигенской десантной операции. Член ВКП(б) с 1944 года.
В 1950 году вступил в Союз писателей СССР. В 1951 году в Ростове-на-Дону участник литературного семинара К. Паустовского.
В 1956 году окончил Высшие курсы при Литературном институте имени А. М. Горького. Сотрудничал с киностудией «Узбекфильм» и Ялтинской киностудией. Многие произведения писателя посвящены черноморской тематике.
Умер в 1998 году. Похоронен в Москве в колумбарии Донского кладбища вместе с родителями и братом.

## Творчество
Роман
«Горы в цвету» (1949—1950)
Повести
- «Опасный мыс» (1959)
- «Кларенс и Джульетта» (1960)
- Поездка в Саят (первоначально как киносценарий фильма «Колокол Саята» 1966 года, переработанный в повесть в 1972 году)
- «Свадьба» (1967), Юность
- «Старый чудак» (1967)
- «Пушка» (1972)

Сборники рассказов
- «Море шумит» (1951)
- «Дорога в степь» (1954)
- «Раннее утро (1960)»
- «Первый день весны» (1962)
- «Слобода» (1980)
- «Плавни» (1983)
- «Вся его жизнь» (1980)

Пьесы
- «Несчастный случай» (1956; совместно с М. Б. Маклярским)
- «Чья-то жизнь» (1965)
- «Случайность» (1973)
- «Ненормальная Юлька» (1982)

## Фильмография
- 1962 — Где-то есть сын
- 1963 — Город — одна улица
- 1966 — Колокол Саята
- 1969 — Улица тринадцати тополей
- 1969 — Яблоки сорок первого года
- 1973 — Чинара
- 1974 — Незабытая песня
- 1976 — Солнце, снова солнце (совместно с С. С. Дружининой)
- 1977 — Буйный «Лебедь»
- 1979 — Воздушные пешеходы (совместно с И. Рахимом)
- 1984 — День рождения (к/м)

## Награды
- орден Отечественной войны I степени (6.4.1985)
- два ордена Красной Звезды (15.2.1943; 26.5.1944; был представлен к ордену Отечественной войны II степени)
- медали

## Семья
- дочь - Холендро Наталия Дмитриевна - главный художник журнала "Мурзилка".